# Varvara Nikolaevna Golovina
Varvara Nikolaevna Golicyna, nata Varvara Nikolaevna Golovina (in russo Варвара Николаевна Головина?) (1766 – Parigi, 1821), è stata una nobildonna e artista russa.

## Biografia
Era la figlia più giovane del tenente generale Nikolaj Fedorovič Golicyn e della principessa Praskovia Ivanovna Šuvalova, sorella di Ivan Ivanovič Šuvalov. Aveva due fratelli: Fëdor (1751-1827) e Ivan (1759-1777).
Nel 1777, Varvara con i suoi genitori, si trasferirono a San Pietroburgo. Dopo la morte del padre andarono a vivere dallo zio.
Varvara era appassionata di pittura e di musica. Ha partecipato a concerti a Carskoe Selo e al Palazzo d'Inverno, dove ha cantato le canzoni composte da lei.
Nel 1783 è stata nominata damigella d'onore alla corte di Caterina II.

## Matrimonio
A corte incontrò il conte Nikolaj Nikolaevič Golovin, un nipote del feldmaresciallo il conte Fëdor Alekseevič Golovin. Si innamorarono, ma la madre di lei si oppose. Nikolaj trascorse i successivi quattro anni all'estero. Al suo ritorno, si sposarono il 4 ottobre 1786. Il matrimonio venne celebrato presso il Palazzo d'Inverno. Ebbero quattro figli:
- figlio (nato e morto 1787)
- Praskov'ja Nikolaevna (1790-1869), sposò conte Jean-Maximilian Fredro
- figlia (1792)
- Elizaveta Nikolaevna (1795-1867), sposò il conte Leo Severinovič Potocki, ebbero figli.

Nel 1796, Nikolaj Golovin fu nominato alla corte del Granduca Aleksander Pavlovič (futuro Alessandro I), mentre Varvara divenne amica di Elizaveta Alexeevna. Nel 1802 si trasferirono a Parigi. Nel 1805 tornarono in Russia.

## Morte
Morì a Parigi, nel 1821, e fu sepolta al cimitero di Père-Lachaise.